# Mosó Masa mosodája
A Mosó Masa mosodája az általános iskolák első osztályosai számára készült mesekönyv, amely a helyesírás fejlesztését célozta meg. Versek, mondókák, hosszabb-rövidebb mesék gyűjteményét tartalmazza az iskolai segédkönyv. Testvérkötete, előzménye a Gőgös Gúnár Gedeon.

## Jellemzők
A történeteken belül az alkotók pirossal jelezték azokat a betű-, illetve hangkapcsolatokat, amelyek egy-egy helyesírási szabályt rejtenek. A tartalomjegyzékben fel van tüntetve, hogy az egyes mesék milyen helyesírási szabály gyakorlására szolgálnak. Elsősökön kívül a másodikosok és a harmadikosok is jól használhatják ezt a kötetet.

## Szerzői
A könyvet Varga Katalin írta, a rajzok F. Györffy Anna munkái.

## Kiadások
Az első kiadás 1968-ban jelent meg a Móra Könyvkiadó Zrt. gondozásában.
2009-ben már a 33. kiadása jelent meg ((a katalógusokban formailag hibás ISBN-nel szerepel) ISBN 9631189216), 2012-ben a 34. (ISBN 9789631192681).

## Hasonló könyvek
- Varga Katalin: Gőgös Gúnár Gedeon
- Mérei Ferenc - V. Binét Ágnes: Ablak-Zsiráf